# Jayne County
Jayne County, née Wayne Rogers en 1947  à Dallas (Géorgie), est une femme trans actrice et chanteuse de rock. Elle fut connue sous le nom de Wayne County, notamment par sa participation au groupe Wayne County and the Electric Chairs, avant de revendiquer sa transidentité et d'adopter le nom de Jayne County.

## Biographie
En 1969, Wayne Rogers quitte Dallas pour New York. Elle joue au théâtre et participe en tant qu'actrice à la Factory d'Andy Warhol, notamment dans Femme Fatale avec Patti Smith. Elle fonde le groupe de rock Queen Elizabeth en 1972 pour l’accompagner dans son show transformiste, puis les Backsteets Boys. Elle est ensuite D.J. au Max's Kansas City. Elle s’installe ensuite à Londres où elle fonde Wayne County and the Electric Chairs qui jouera un rôle dans le début de la carrière du groupe Police, dont l'ancien guitariste, Henry Padovani, les rejoindra même.
Bien qu'elle n'ait jamais connu de succès commercial, elle a exercé une influence sur des musiciens tels que Ginger Coyote, avec qui elle a enregistré quelques titres ,, ainsi que David Bowie, Les Ramones, Patti Smith, Pete Burns et Lou Reed . Elle est connue pour ses prestations scandaleuses en public et pour ses chansons Are You Man Enough To Be A Woman, Fuck Off, Stuck On You et Night Time.

## Filmographie
- 1976 : The Blank Generation (en), documentaire de Ivan Král et Amos Poe
- 1977 : The Punk Rock Movie, de Don Letts
- 1977 : Punk In London, de Wolfgang Büld
- 1977 : Jubilee, de Derek Jarman
- 1982 : City Of Lost Souls, de Rosa von Praunheim
- 1995 : Wigstock:The Movie, de Barry Shils
- 2007 : King of Punk, de Kenneth van Schooten

## Livre
- 1995 : Man Enough To Be A Woman, Jayne County et Rupert Smith, Serpents's Tail,  (ISBN 1-85242-338-2)

## Discographie
- 1977 : The Electric Chairs 1977 EP on Illegal Records
- 1978 : The Electric Chairs  on Safari Records
- 1978 : Blatantly Offensive EP, Safari Records
- 1978 : Storm The Gates Of Heaven, Safari Records
- 1979 : Things Your Mother Never Told You, Safari Records
- 1980 : Rock and Roll Resurrection (In Concert), Safari Records
- 1980 : Rock and Roll Resurrection (In Concert), Attic Records Limited
- 1987 : Private Oyster, Revolver Records
- 1993 : Goddess Of Wet Dreams, ESP Records
- 1995 : Deviation, Royalty Records
- 2002 : Wash Me In The Blood (Of Rock & Roll)- Live at Squeeze Box, Fang Records
- 2003 : So New York, Ratcage Records
- 2006 : Wayne County At The Trucks, Munster Records
- 2007 : Razor Clam, (single with She Wolves), Poptown Records
- 2007 : California Uber Alles, (single with She Wolves), Poptown Records